# Дом Левашовых на Покровке
Дом Левашовых — историческое здание в Москве на (ул. Покровка, д. 1/13/6, стр. 2). Построено на основе палат XVIII века. Дом Левашовых имеет статус объекта культурного наследия федерального значения.

## История

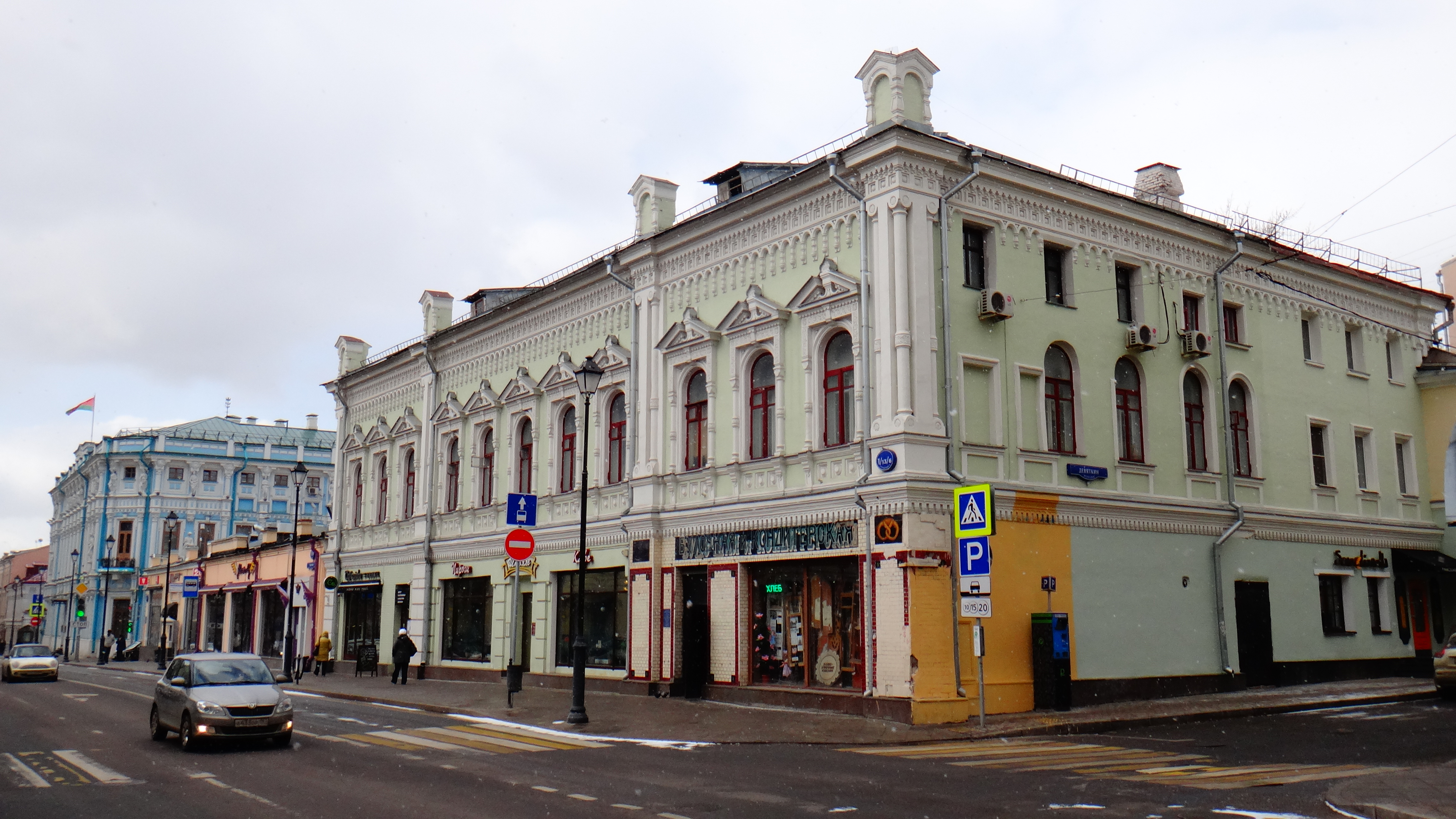
Флигель усадьбы, выходящий на Покровку, ныне самостоятельный жилой дом

В 1740-х годах княгиня М. С. Голицына построила на Покровке дом. Этот дом в 1798 году приобрели представители русского дворянского и графского рода Левашовых. С 1839 года владельцами дома были купцы Карзинкины, которые разместили в нём картинную галерею. В 1914 году владение купил разбогатевший крестьянин И. Н. Шинков. Он хотел выстроить на месте дома Левашовых доходный дом, но планам помешала Первая мировая война и Октябрьская революция.
В 1913 году по красной линии Покровки на месте сада перед домом Левашовых был построен одноэтажный чайный магазин, который закрыл обращённый к улице главный фасад.
В доме Левашовых некоторое время жил Александр Иванович Герцен.

## Архитектура
Двухэтажный каменный особняк с мезонином построен в стиле классицизма. Его главный фасад, обращённый к Покровке, декорирован арками-нишами, в которых размещены окна первого этажа. Центральный ризалит первого этажа украшен четырьмя дорическими пилястрами. В эпоху эклектики скромный классический декор был несколько переделан. Частично сохранилась отделка вестибюля дома и круглого зала на втором этаже.